# Mitsoudjé
Mitsoudjé é uma cidade localizada na ilha de Grande Comore nos Comores. É também o local de nascimento do presidente Azali Assoumani.

## História
Mitsoudjé é uma cidade localizada na ilha de Grande Comore, que faz parte do arquipélago das Comores, um pequeno país insular situado no Oceano Índico, próximo à costa sudeste da África. A história de Mitsoudjé remonta a séculos atrás, quando as Comores foram habitadas por diversos grupos étnicos provenientes da África continental, Ásia e do Oriente Médio. Antes da colonização europeia, a ilha de Grande Comore era dividida em vários pequenos reinos, cada um governado por um sultão. Mitsoudjé era um dos reinos mais proeminentes da região. O sultão de Mitsoudjé exercia um poder considerável sobre a área circundante e era respeitado por seu povo.
No século XVI, os navegadores portugueses chegaram às Comores e estabeleceram um contato inicial com os habitantes locais. No entanto, a influência portuguesa na região foi efêmera, pois logo foram expulsos pelos sultanatos locais. Posteriormente, no século XIX, os franceses chegaram às Comores e gradualmente estabeleceram seu controle sobre as ilhas. Em 1886, as Comores foram oficialmente reconhecidas como um protetorado francês. Durante o período colonial, Mitsoudjé e outras cidades comorianas foram influenciadas pelas políticas e administração francesa. Houve uma exploração dos recursos naturais locais, como plantações de baunilha e produção de ylang-ylang, além da introdução de novas estruturas políticas e educacionais. Após a Segunda Guerra Mundial, os movimentos nacionalistas ganharam força nas Comores e em outras colônias africanas. A luta pela independência foi liderada por figuras influentes, como Ahmed Abdallah, originário da ilha de Grande Comore. Em 1975, as Comores finalmente conquistaram sua independência da França.
No entanto, a história de Mitsoudjé e das Comores tem sido marcada por instabilidade política e conflitos internos. O país passou por diversos golpes de Estado e turbulências políticas ao longo das décadas seguintes à independência. Mitsoudjé e outras cidades do país têm sido afetadas por essas crises, bem como por desafios socioeconômicos, incluindo pobreza, desemprego e infraestrutura subdesenvolvida.